# 壱河きづく
壱河きづく（いつかわきづく）は、日本の漫画家・イラストレーター。

## 作品リスト
コミック
- BEAST FAMILIES +（ラポートコミックス）
- シスター♥プリンセス 〜12の約束〜（原作：天広直人、月刊コミック電撃大王連載、未単行本化）

### 挿絵
- 神牌演義シリーズ（著：吉岡平）
- ハード・デイズ・ナイツシリーズ（著：南房秀久）
- 鏡よカガミ!?（著：丘野ゆうじ）
- ぼくとこりんと夏の影シリーズ（著：丘野ゆうじ）
- 本格推理委員会（著：日向まさみち）

アプリ
- アドベンチャーゲーム「エリカリ -殺人ゲーム エリミネーション カリキュラム」 第一章～第四章[1][2]（制作：SNKプレイモア）